# Ella Hooper
Ella Keighery Hooper (30 de Janeiro de 1983) é uma cantora e compositora de Rock Australiano, apresentadora de um programa de rádio e artista de televisão. Hooper é a vocalista da banda Killing Heidi. A banda se apresentou pela primeira vez em 1996 (quando Ella tinha 13 anos) e também contou com a apresentação do seu irmão mais velho Jesse Hooper. A banda acabou em 2006. Ella e Jesse tem se apresentado em locais menores como uma nova banda de nome The Verses
Hooper trabalhou na rádio 2DayFM e foi uma das duas capitãs em uma apresentação de curta duração do programa Spicks and Specks no canal ABC que começou em fevereiro de 2014.

## Carreira

### 1983-1995: Adolescência
Nascida em Melbourne, filha de Helen Keighery e Jeremy Hooper. Hooper cresceu em Violet Town, uma pequena cidade rural (950 habitantes) à 175 km ao norte de Melbourne. Depois de se formar na Escola Primária de Violet Town, Hooper tinha que se deslocar por 27 km de ônibus para estudar no ensino médio da Benalla High School (que passou a se chamar Faculdade Benalla a partir de 1994) até os seus 11 anos. Seus pais trabalhavam como professores de inglês e teatro e encorajaram Hooper a desenvolver suas habilidades de compositora enquanto Jesse, seu irmão, se tornou guitarrista ainda em sua juventude.

### 1996-2006: Killing Heidi
Os irmãos Hooper escreveram músicas e se apresentaram em uma competição na Triple J, uma rádio Australiana, em 1996 e venceram com a sua música de nome "Kettle". Hooper se mudou pra Melbourne depois que os Killing Heidi conseguiram um contrato de gravação com a Wah Wah Music.
Em agosto de 1999, os Killing Heidi lançaram a música "Weir" como sua música de estreia. No ARIA Music Awards de 2000, Killing Heidi ganhou quatro prêmios ARIA Music.
No APRA Music Awards de 2001 Ella e Jesse Hooper foram eleitos como compositores do ano.
Os Killing Heidi lançaram três álbuns antes da banda encerrar as atividades em 2006.

### 2007–2011: The Verses
Em meados de 2006, Ella fez uma turnê pela Austrália com uma formação de musicistas exclusivamente feminina, juntamente com a artista pop australiana Deborah Conway, entre outras.
Depois da separação do grupo dos Killing Heidi, Hooper começou a tocar músicas acústicas em locais menores na companhia de seu irmão Jesse como os The Verses.
The Verses lançaram um álbum intitulado Seasons em 2010.

### 2011- ao presente: Carreira solo
Em março de 2011, Hooper lançou a sua versão da música "On the Inside", a música tema do programa Prisoner.
Em 2012, Hooper se tornou a anfitriã, mentora e MC para o The Telstra Road to Discovery, um programa respeitável de desenvolvimento de talentos que viaja pelo país em busca de uma nova geração de cantores e compositores.
Em 2012, Hooper decidiu embarcar em uma carreira solo depois de uma conversa com Stevie Nicks. Hooper lançou a sua primeira música solo  "Low High" em 9 de novembro de 2012 . A música foi produzida e gravada por Jan Skubizewski (bandas Owl Eyes, Illy, Way of the Eagle) em seu estúdio.
"Häxan", sua segunda música, foi lançada em 26 de abril de 2013 e estreiou no The Workers Club em 9 de maio de 2013. Uma terceira música, "The Red Shoes", foi lançada em junho de 2014. Todas as três músicas estavam no álbum de estreia de Ella chamado In Tongues, que lançou em 21 de novembro de 2014 pela Pledge Music.
Hooper voltou à televisão em 5 de fevereiro de 2014 como uma dos dois capitãs (junto com Adam Richard) no retorno do quiz musical da ABC Spicks and Specks.
Ella participou de uma apresentação surpresa no 70º episódio de uma web série documental australiana chamada How To Be A Fan With Hex.
Em julho de 2018, Hooper lançou a música "To the Bone". Mais tarde ela anunciou em uma entrevista os seus planos de lançar um mini álbum em 2019.
Em 18 de janeiro de 2019, Hooper foi nomeada com uma participação no Eurovision - Australia Decides, uma competição para representar a Austrália na Eurovision Song Contest 2019. Sua música "Data Dust" conseguiu a 10º colocação, dentre 10 outras músicas. Em fevereiro de 2019, Hooper confirmou a iminente estreia de uma "Extended Play" dizendo "Eu venho trabalhando em uma nova EP ou mini álbum nos últimos meses e tocar as novas faixas ao vivo antes de lança-las é um ótimo jeito de ver o que de fato está conectando o meu público antes de eu dar os toques finais nas minhas músicas."
Em 2019, Hooper se juntou a sete celebridades incluindo Lisa Curry, Georgie Parker, Casey Donovan eLynne McGranger para o All new monty|The All New Monty: Ladies Night – um evento de única apresentação coreografado por Todd McKenney, onde eles dissecaram vários tópicos sobre conscientização da saúde feminina, em especial o câncer de mama. Hooper compartilhou publicamente ali, pela primeira vez, que a sua mãe foi diagnosticada no terceiro estágio de câncer de mama.

## Discografia

### Álbuns
| Título     | Detalhes                                                                                        |
| ---------- | ----------------------------------------------------------------------------------------------- |
| In Tongues | - Lançado: 27 de novembro de 2014 - Rótulo: Independent - Formatos: CD, download digital, vinil |

### Faixas Estendidas
| Título | Detalhes                                                                           |
| ------ | ---------------------------------------------------------------------------------- |
| Venom  | - Lançado: 7 de agosto de 2015 - Gravadora: Gaga Digi - Formatos: download digital |

### Músicas
| Ano  | Título                            | Gráfico de pico posições | Álbum      |
| Ano  | Título                            | AUS                      | Álbum      |
| ---- | --------------------------------- | ------------------------ | ---------- |
| 2012 | "Low High"                        | -                        | In Tongues |
| 2013 | "Häxan"                           | -                        | In Tongues |
| 2014 | "The Red Shoes"                   | -                        | In Tongues |
| 2015 | " I Am Woman " (com Judith Lucy ) | -                        | N / D      |
| 2018 | "To the Bone"                     | -                        | N / D      |
| 2019 | "Data Dust"                       | -                        | N / D      |